# Daliao He
Daliao He är ett vattendrag i Kina. Det ligger i provinsen Liaoning, i den nordöstra delen av landet, omkring 160 kilometer sydväst om provinshuvudstaden Shenyang.
Floden var fram till 1958 en del av Liaoflodens nedre lopp.
Genomsnittlig årsnederbörd är 870 millimeter. Den regnigaste månaden är juli, med i genomsnitt 212 mm nederbörd, och den torraste är januari, med 8 mm nederbörd.